# Neglect
Neglect (afkomstig uit het Engels) is de medische benaming voor het fenomeen waarbij een patiënt geen aandacht heeft voor de stimuli afkomstig van een lichaamshelft of voor objecten of gebeurtenissen in de omgeving van één lichaamszijde.
Meestal betreft dit de linker lichaamshelft en wordt deze verwaarlozing veroorzaakt door een hersenbeschadiging in de rechter pariëtale kwab, door bijvoorbeeld een hersenbloeding of een herseninfarct. Vaak wordt er gesproken van hemineglect, omdat er sprake is van een halfzijdige verwaarlozing. Hierdoor kan een patiënt geheel links in zijn bed liggen, alsof de linker lichaamshelft er niet bij hoort. Neglect kan ook duidelijk worden als patiënt de opdracht krijgt te tekenen op een stuk papier. De linkerhelft van het blad kan dan worden verwaarloosd. Het gevolg is dat de persoon die aan neglect lijdt exact de helft van een tekening maakt (bijvoorbeeld de rechterhelft van een bloem) en er zelf volledig van overtuigd is die helemaal te hebben afgemaakt.
Neglect komt vaak voor in combinatie met anosognosie, ofwel een beperkt ziekte-inzicht.